# Kathua
Kathua – miasto w Indiach, w stanie Dżammu i Kaszmir. W 2011 roku liczyło 59 866 mieszkańców.